# The Delivery
The Delivery is een Nederlandse actiefilm uit 1999, geregisseerd door Roel Reiné. Dit was de eerste speelfilm van Reiné op het witte doek.

## Verhaal
Alfred en Guy zijn twee goede vrienden en zakenparners die er financieel niet goed voor staan, of beter gezegd ze hebben helemaal niks meer. De vrouw van Alfred (Anna) komt op een goed idee om snel veel geld te verdienden. Ze regelt een klusje voor de jongens bij drugsbaron Spike. Ze moeten alleen maar partij XCT-pillen te transporteren van Amsterdam naar Spanje per auto. Dit klusje lijkt op het eerste gezicht simpel totdat ze de instructies horen. Deze opdracht moet snel gebeuren en er wordt van ze verwacht dat ze op de route bij vijf telefooncellen telefoneren om te checken of ze zich aan het schema houden. Hierbij wordt Anna zelfs als onderpand gebruikt, want het moet goed gebeuren anders loopt het met Anna niet goed af. De klus wordt opeens nog lastiger als ze tijdens hun rit, voor zich een auto van een viaduct zien vallen. Iets wat ze niet kunnen gebruiken, want uit deze auto komt een beeldschone Franse vrouw (Loulou) die vertelt dat ze achter na wordt gezeten door een terroristische beweging. Als het drietal de reis verder maakt worden niet de echte terroristen maar zij als daders gezien.

## Rolverdeling
| Acteur                 | Personage        |
| ---------------------- | ---------------- |
| Fedja van Huêt         | Alfred           |
| Freddy Douglas         | Guy              |
| Aurélie Meriel         | Loulou           |
| Esmée de la Bretonière | Anna             |
| Jonathan Harvey        | Marc             |
| Christopher Simon      | Pierre           |
| Rik Launspach          | Spike            |
| Hidde Maas             | Gerard           |
| Dimme Treurniet        | Bear             |
| Ingrid De Vos          | Françoise        |
| Daan Schuurmans        | Man met telefoon |
| Ruben van der Meer     | AAU lid          |
| Carolyn Lilipaly       | Zac              |
| Horace Cohen           | Interpol         |

## Achtergrond
De Engelse scenarioschrijver David Hilton schreef samen met Roel Reiné het verhaal in 1996 met als oorspronkelijke werktitel Not a Route 66. De voorbereiding van de productie begon in mei 1998 en de opnames begonnen in juli 1998 en name zes weken in beslag en vonden plaats op locaties in Nederland, België, Frankrijk en Spanje. De post-productie werd in december 1998 afgerond. Met deze film ontving Reiné in 1999 een Gouden Kalf op het Nederlands Film Festival voor beste regie.